# Ambrogio Catarino Politi
Ambrogio Catarino Politi, nacido Lancelotto Politi (nombre religioso: Ambrosius Catharinus, 1483 – 1553) fue un abogado canónico, teólogo y obispo dominico italiano.
La Enciclopedia Católica de 1913 describe a Politi como un "excéntrico brillante" y afirma que, a pesar de las frecuentes acusaciones de herejía que recibió, sus enseñanzas siempre estuvieron "dentro de los límites de la ortodoxia".

## Vida
Politi nació en Siena. A los dieciséis años obtuvo el título de Doctor en Derecho Civil y Canónico (JUD) en la Academia de Siena. Después de visitar muchas academias en Italia y Francia, fue nombrado profesor en Siena en 1508, y tuvo entre sus alumnos a Giovanni del Monte, más tarde Papa Julio III, y a Sixto de Siena, un judío converso que estimaba a su maestro, pero criticaba severamente algunos de sus escritos.
Hacia 1513, Politi ingresó a la Orden de Santo Domingo en el convento de San Marcos, ubicado en Florencia. Estudió las Sagradas Escrituras y la teología sin un tutor. Esto puede explicar su independencia y su defensa de opiniones singulares, especialmente con respecto a la predestinación, la certeza de poseer la gracia, la residencia de los obispos en sus diócesis y la intención requerida en el ministro de un sacramento.
Fue un tenaz defensor del catolicismo contra Martín Lutero y sus seguidores; y tuvo una destacada participación en las discusiones del Concilio de Trento, al que fue llamado por su antiguo alumno, el cardenal del Monte, legado de Pablo III. En la tercera sesión pública (4 de febrero de 1546), Catharinus pronunció un discurso notable, publicado más tarde bajo el título "Oratio ad Patres Conc. Trid." (Lovaina, 1567; París, 1672).
A pesar de los ataques a su enseñanza, fue nombrado obispo de Minori en 1546 y arzobispo de Conza, provincia de Nápoles, en 1552. El Papa Julio III, sucesor de Pablo III, llamó a Politi a Roma con la intención, según Jacques Échard, de elevarlo al cardenalato, pero murió antes de llegar.
El cardenal e historiador Sforza Pallavicino y otras autoridades declaran que el Concilio de Trento no condenó sus singulares opiniones. Politi defendió la Inmaculada Concepción de la Santísima Virgen. Según Échard, se arrepintió hacia el final de su vida de la vehemencia con la que había combatido al cardenal Cayetano y al padre Domingo Soto. Murió en Nápoles.

## Obras
Sus principales obras (para lista completa ver Echard) son:
- "Apologia pro veritate catholicæ et apostolicæ fldei ac doctrinæ, adversus impia ac pestifera Martini Lutheri dogmata" (Florencia, 1520);
- "Speculum hæreticorum" (Lyon, 1541), con dos opuscula sobre el pecado original y la justificación;
- "Annotationes in commentaria Cajetani super sacram Scripturam" (Lyon, 1542);
- "Tractatus quæstionis quo jure episcoporum residente debeatur" (Venecia, 1547);
- "Defensio catholicorum pro possibili certitudine gratiæ" (ibid., 1547);
- "Es un editor de corrección adicional ad hoc intentere usus invexit errorem". (Roma, 1548);
- "Summa doctrinæ de prædestinatione" (Roma, 1550);
- "Commentaria in omnes D. Pauli epistolas et alias septem canonicas" (Venecia, 1551);
- "Disputatio pro veritate immaculatæ conceptionis B. Virginis" (Roma, 1551).

También publicó numerosos opúsculos, por ejemplo, sobre la Providencia y la predestinación, sobre el estado de los niños que mueren sin bautismo, sobre dar la comunión a los niños pequeños, sobre el celibato, sobre las Escrituras y su traducción a la lengua vernácula.